# Ilex retusa
Ilex retusa är en järneksväxtart som beskrevs av Johann Friedrich Klotzsch. Ilex retusa ingår i släktet järnekar, och familjen järneksväxter. Inga underarter finns listade i Catalogue of Life.